# 兴莲乡
兴莲乡，是中华人民共和国江西省赣州市兴国县下辖的一个乡镇级行政单位。

## 行政区划
兴莲乡下辖以下地区：
莲塘村、睦田村、下埠村、立新村、长塘村、富溪村、官田村和忠山村。

## 中国传统村落
2013年8月，官田村被评为第二批中国传统村落。